# Хан, Виталий Альбертович
Вита́лий Альбе́ртович Хан (род. 4 сентября 1985) — казахстанский пловец, участник Олимпиады-2004 в Афинах, мастер спорта Республики Казахстан международного класса.

## Биография
В. А. Хан на афинской Олимпиаде-2004 выступал на дистанции 200 м вольным стилем. Показав результат 1:56,11 стал 55-м.
Многократный чемпион Азиатских игр в помещениях.

## Лучшие результаты
- 25 м вольным стилем — 9,63 с
- 50 м вольным стилем — 22,24 с
- 100 м вольным стилем — 51,43 с
- 200 м вольным стилем — 1:49,93